# Кармадона
Кармадона је  српски хорор филм из 2025. године у режији и по сценарију Александра Радивојевића.
Светска премијера филма биће одржана на 50. међународном филмском фестивалу у Торонту.

## Радња
Kaрмадона је психоделични хорор-трилер и сатирична дистопијска парабола о једној трудници која, уз помоћ мистериозног Гласа са блутут слушалице, постаје оружје у рату против система који је обликовао њен и свет око ње. Ово је филм за генерацију којој је телефон замена за Бога, а трудноћа чак и изузетан политички чин.

## Улоге
| Глумац                | Улога               |
| --------------------- | ------------------- |
| Јелена Ђокић          | Јелена              |
| Сергеј Трифуновић     | Глас                |
| Милутин Караџић       | Најдан              |
| Милица Стефановић     | Даница              |
| Милош Лолић           | Бане                |
| Милош Тимотијевић     | Кроњац              |
| Бранислав Јевтић      | Душко               |
| Петар Стругар         | Бекса               |
| Јово Максић           | таксиста            |
| Душанка Стојановић    | Оља                 |
| Тамара Шустић         | Љубинка             |
| Марко Ковачевић       | Рајле               |
| Иван Ђорђевић         | телохранитељ 1      |
| Ненад Ј. Поповић      | чувар 2             |
| Миодраг Пејковић      | полицајац           |
| Лазар Ђукић           | чувар 1             |
| Игор Филиповић        | Ђанкоза             |
| Бошко Митровић        | телохранитељ        |
| Дејан Драгосавац      | човек из обезбеђења |
| Уна Лучић             | малолетница         |
| Нејтан Секулић        | дечак               |
| Ђорђе Миљеновић       | продавац парфема    |
| Марија Дивљан         | мајка 3             |
| Тоња Гаћина           | мајка 2             |
| Ива Пантелић          | мајка 1             |
| Стефан Остојић        | силеџија            |
| Лука Остојић          | жгољавко            |
| Филип Стојановић      | лепи дечак          |
| Џонатан Лубила Мастор | црнац на сплаву     |
| Слободан Живановић    | старац              |